# Johnstonville (Kalifornija)
Johnstonville je naseljeno područje za statističke svrhe u američkoj saveznoj državi Kalifornija. Prema popisu stanovništva iz 2010. u njemu je živjelo 1.024 stanovnika.